# Los Crudos
I Los Crudos erano uno dei più influenti gruppi hardcore punk, formata a Chicago nel 1991. La band è stata molto popolare nella scena DIY degli anni novanta. A differenza di molte altre band punk, i Los Crudos si distinguono poiché cantano in spagnolo.

Sono stati descritti come "una delle migliori band degli anni 90"  e "una delle migliori band hardcore punk di sempre" .
Scioltasi nel 1998, la band si è riunita nel 2006 e nel 2008 per uno show a Southkore e a Chicago.

## Formazione
- Martin Sorrondeguy - voce
- Jose - chitarra
- Juan - basso
- Ebro - batteria

## Discografia

### Album studio
- Canciones Para Liberar Nuestras Fronteras
- Los Primeros Gritos (album triplo contenente la discografia 1991-1995)
- Last Stand

### Raccolte
- Achtung Chicago Zwei!
- A History Of Compassion and Justice 2x7
- Cry Now, Cry Later Vol. 4
- Stealing the Pocket Compilation
- America Is Bella...Para Vivir Resistiendo!!
- CIA Via UFO TO Mercury
- Iron Columns
- Reality Part 3